# Grammaire du tagalog
Le tagalog est une langue du groupe dit "méso-philippin" de la branche malayo-polynésienne des langues austronésiennes. Il est principalement parlé aux Philippines.
Le tagalog est de jure la base du filipino. De facto, il s'agit de la même langue. Le filipino est la langue officielle, avec l'anglais, de la république des Philippines. C'est l'une des 170 langues aux Philippines.

## Morphologie
Les langues du sous-groupe malayo-polynésien occidental se caractérisent par deux procédés de dérivation qui, à partir d'une base, permet de produire de nouveaux mots :
1. Un système d'affixes,
2. La réduplication ou redoublement.

### Les affixes
Appliqués à une base, les affixes consistent en :
- préfixes, qu'on place devant la base,
- suffixes, qu'on place après,
- Circonfixes, combinaisons d'un préfixe et d'un suffixe qui encadrent la base,
- Infixes, qu'on place entre la consonne initiale et le reste du mot.

## Les noms
|                     | Absolutif | Ergatif  | Oblique |
| ------------------- | --------- | -------- | ------- |
| Commun singulier    | ang       | ng [naŋ] | sa      |
| Commun pluriel      | ang mga   | ng mga   | sa mga  |
| Personnel singulier | si        | ni       | kay     |
| Personnel pluriel   | sina      | nina     | kina    |

Exemples:
Dumatíng ang lalaki.

"L'homme est arrivé."
Nakita ni Juan si Maria.

"Juan a vu Maria."
Pupuntá sina Elena at Roberto sa bahay ni Miguél.

"Elena et Roberto iront à la maison de Miguel."
Nasaán ang mga libró?

"Où sont les livres?"
Na kay Tatay ang susì.

"Papa a les clefs."

## Les pronoms
Comme les noms, les pronoms personnels sont catégorisés par cas.
|                               | Absolutif | Ergatif   | Oblique             |
| ----------------------------- | --------- | --------- | ------------------- |
| 1re personne singulier        | akó       | ko        | akin                |
| 1re personne duel             | kitá/katá | nitá/nata | kanitá/kanatá (ata) |
| 2e personne singulier         | ikáw (ka) | mo        | iyó                 |
| 3e personne singulier         | siyá      | niyá      | kaniyá              |
| 1re personne pluriel inclusif | táyo      | nátin     | átin                |
| 1re personne pluriel exclusif | kamí      | námin     | ámin                |
| 2e personne pluriel           | kayó      | ninyó     | inyó                |
| 3e personne pluriel           | silá      | nilá      | kanilá              |

Exemples:
Sumulat akó.

"J'ai écrit."
Sinulatan akó.

"Il m'a écrit."
Ibibigáy ko sa kaniyá.

"Je le lui donnerai."
Les pronoms au génitif sont suivis par le mot qualifié. Les pronoms obliques peuvent prendre la place du pronom génitif, mais ils précèdent le mot qualifié.
Ang bahay ko.

Ang aking bahay.

"Ma maison."
Mahál kitá.

"Je t'aime."
Bibigyán kitá ng pera.

"Je te donnerai (de) l'argent."
Nakita kitá sa tindahan kahapon.

"Je t'ai vu au magasin hier."
Kaibigan kitá.

"Tu es mon ami."
Le pronom inclusif táyo fait référence aux première et deuxième personnes. Il peut également faire référence à la ou aux troisièmes personnes.
Le pronom exclusif kamí fait référence aux première et troisième personnes à l'exclusion de la deuxième.
Walâ táyong bigás.

"Nous (toi et moi) n'avons pas de riz."
Walâ kamíng bigás.

"Nous (moi et quelqu'un d'autre mais pas toi) n'avons pas de riz."
Les noms n'ont pas de genre, donc siyá peut-être il ou elle.

## Les verbes
Dans le tableau ci-dessous, CV indique un redoublement de la première syllabe d'une base, en général la première consonne ou la première voyelle du mot. N indique une consonne nasale, /ng/, /n/ ou /m/, en fonction de la consonne qui suit.
Un trait d'union indique le type d'affixe. Par exemple -um- est un infixe qu'on place entre la première consonne et la première voyelle d'une base. Le mot sumulat (focus sur l'agent, aspect de l'accompli ou de l'infinitif) est constitué de la base sulat et de l'infixe -um-. Les autres formes sont sumusulat et susulat.
Pour des verbes dont le focus est l'objet, aux aspects de l'accompli ou du progressif, l'infixe -in- devient souvent -ni-, ou même se transforme en préfixe ni- si la base commence par /l/, /r/, /w/ ou /y/, par exemple linalapitan ou nilalapitan, inilagay ou ilinagay.
|                    | Infinitif | Contemplatif | Progressif | Accompli | Impératif |
| ------------------ | --------- | ------------ | ---------- | -------- | --------- |
| Focus agent1       | -um-      | CV-          | CumV-      | -um-     | 0         |
| Focus agent2       | mag-      | magCV-       | nagCV-     | nag-     | pag-      |
| Focus agent3       | ma-       | maCV-        | naCV-      | na-      |           |
| Focus agent4       | mang-     | mangCV-      | nangCV-    | nang-    | pang-     |
| Focus objet1       | -in       | CV- -in      | CinV-      | -in-     | -a        |
| Focus objet2       | i-        | iCV-         | iCinV-     | i-in-    | -an       |
| Focus objet3       | -an       | CV- -an      | CinV- -an  | -in- -an | -i        |
| Focus lieu         | -an       | CV- -an      | CinV- -an  | -in- -an |           |
| Focus bénéficiaire | i-        | iCV-         | iCinV-     | i-in-    |           |
| Focus instrument   | ipaN-     | ipaNCV-      | ipinaNCV-  | ipinaN-  |           |
| Focus cause        | ika-      | ikaCV-       | ikinaCV-   | ikina-   |           |

### Le focus
Le système de focalisation constitue un trait intéressant du tagalog et d'autres langues des Philippines. Le principe en est que le rôle ou le type de relation du nom qui reçoit le focus (indiqué par le marqueur absolutif) se reflète dans le verbe.
Il y a huit types principaux de focus : agent, objet, lieu, bénéficiaire, instrument, cause, direction et réciprocité. Tous les focus, à l'exception de l'agentif, sont par nature transitifs.

#### Agent, acteur («Tagagawa»)
L'affixe agentif principal est -um-. Il existe également les affixes mag-, mang- et ma-. La différence entre mag- et -um- est source de confusion pour les personnes qui apprennent la langue. D'une façon générale, mag- s'applique à des actions dirigées vers l'extérieur, et -um- vers l'intérieur ; par exemple bumilí signifie « acheter », alors que magbilí signifie « vendre ». On rencontre toutefois des exceptions : mag-ahit signifie « se raser », et umahit « raser quelqu'un ». magbili et umahit sont d'usage peu fréquent.
L'affixe ma- s'utilise avec un petit nombre de radicaux, qui ne peuvent sémantiquement prendre un objet. Ex : matulog (dormir). Il ne faut pas le confondre avec ma-, préfixe [potentif] pour les formes verbales à focus objet.
Bumilí ng saging ang lalaki sa tindahan para sa unggóy.
L'homme a acheté des bananes au magasin pour le singe.

#### Objet («Layon»)
Il existe trois principaux affixes indiquant le focus objet :
- -in est utilisé :
  - pour des objets déplacés en direction de l'acteur. Ex : kainin (manger qqch), bilhín (acheter qqch)
  - pour des objets modifiés de façon permanente. Ex: basagin (fendre qqch), patayín (tuer qqch)
  - pour les objets mentaux. Ex : isipin (penser à qqch), alalahanin (se rappeler qqch).
- i- est utilisé pour des objets subissant un changement d'état tel qu'un éloignement de l'acteur. Ex : ibigáy (donner qqch), ilagáy (poser qqch), itaním (planter qqch).
- -an est utilisé pour des objets subissant une modification de surface, comme un lavage. Ex : hugasan (rincer qqch), walisán (balayer qqch).

Binilí ng lalaki ang saging sa tindahan para sa unggóy.
L'homme a acheté des bananes au magasin pour le singe.

#### Lieu («Ganapan»)
Le focus locatif indique la localisation ou la direction d'une action, où la zone affectée par l'action.
Pinagbilhán ng lalaki ng saging ang tindahan.
L'homme a acheté des bananes au magasin.

#### Bénéficiaire («Tagatanggap»)
Le focus bénéfactif s'applique au bénéficiaire de l'action.
Ibinilí ng lalaki ng saging ang unggóy.
L'homme a acheté des bananes pour le singe.

#### Instrument («Gamit»)
Le focus instrumental concerne le moyen par lequel une action est effectuée.
Ipinambilí ng lalaki ng saging ang pera ng asawa niyá.
L'homme a acheté des bananes avec l'argent de sa femme.

#### Cause, raison («Sanhi»)
Ce focus indique la cause ou la raison pour laquelle l'action s'effectue.
Ikinagulat ng lalaki ang pagdatíng ng unggóy.
L'homme fut surpris par l'arrivée du singe.

#### Direction («Direksyunal»)
Le focus directionnel indique la direction empruntée par l'action.
Pinuntahan ng lalaki ang tindahan
L'homme est allé au magasin.

#### Réciproque («Resiprokal»)
Ce focus indique que le sujet effectue une action réciproque simultanée. Le sujet est généralement dans ce cas un composé, un pluriel ou un collectif.
Naghalikan ang magkasintahan
Le couple s'embrassa (l'un l'autre).

### L'aspect
Le système verbal du tagalog ne marque pas le temps. En revanche, il marque l'aspect. Alors que le temps grammatical indique le moment où a lieu l'événement, l'aspect indique l'état de l'événement. Le verbe tagalog marque les trois aspects fondamentaux suivants :
- l'accompli (perfective en anglais) : l'événement est terminé,
- l'inaccompli (imperfective) : l'événement a commencé mais n'est pas encore terminé,
- l'éventuel (contemplated) : l'événement n'a pas encore commencé[1].

Infinitif / impératif
Gustó kong matulog.
Je veux dormir.
Matulog ka na !
Dors (maintenant) !
L'impératif peut aussi s'exprimer par le radical du verbe sans affixe ni pronom :
Tulog na !
Dors !
Accompli
Sinulatan ka ni Maria.
Maria t'a écrit.
Progressif
Sumasayáw siyá ngayón.
Il/Elle est en train de danser.
Sumasayáw siyá kanina.
Il/Elle dansait.
Noóng batà pa akó, umiinóm akó ng kapé.
Quand j'étais enfant, je buvais du café.
Éventuel
Hahanapin ba natin ang susì ko ?
Si nous cherchions mes clés ?

### Le mode
En tagalog, les verbes prennent aussi des affixes exprimant le mode, tels que l'indicatif, le causatif, le potentiel, le social et le distributif.
Indicatif
Nagdalá siyá ng liham.
Il a apporté une lettre.
Bumilí kamí ng bigás sa palengke.
Nous avons acheté du riz au marché.
Kumain akó.
J'ai mangé.
Hindî siyá nagsasalitâ ng Tagalog.
Il ne parle pas tagalog.
Causatif
Nagpadalá siya ng liham sa kaniyáng iná.
Il a envoyé (litt. causé le fait d'être apporté) une lettre à sa mère.
Distributif
Namili kamí sa palengke.
Nous sommes allés faire des achats au marché.
Social
Nakikain akó sa mga kaibigan ko.
J'ai mangé avec mes amis.
Potentiel

Hindî siyá nakakapagsalitâ ng Tagalog.
Il ne parle pas tagalog. (litt. n'est pas capable de parler)

## L'existentiel
Pour exprimer l'existence (en français « il y a ») et la possession, on utilise le mot may ou mayroón. Ces deux mots ne sont normalement pas interchangeables et se construisent différemment.
May pera ako.
Mayroón akóng pera.(construction rare)
J'ai de l'argent.
May libró sa loób ng bahay niyá.
Mayroóng libró sa loób ng bahay niyá. (construction rare)
Il y a un livre dans (à l'intérieur de) sa maison.
Il existe deux existentiels qui se conjuguent :
- "Magkaroón" (« avoir »): magkaroón, nagkaroón, nagkákaroón, magkákaroón. Ex : Magkákaroón na raw ng kuryente bukas. « Il paraît qu'il y aura déjà du courant (électrique) demain ». Dans certains dialectes tagalog, une forme redondante combine "mayroón" avec le préfixe "magka-" (infinitif "magkamayroón" ou magkaméron"). Les formes magkaroón, nagkaroón, nagkákaroón, magkákaroón et mayroón sont dérivées de roón, une variation de doón, qui signifie « là ».
- "Magíng" (« devenir »): magíng, nagíng, nagíging, magíging. Il est à remarquer que l'accent tonique se déplace de la dernière à l'avant-dernière syllabe aussi bien au progressif qu'à l'éventuel.

Nagíng gabí ang araw nang pumutók ang Pinatubò dahil sa dami ng abó sa himpapawíd !
Le jour est devenu nuit lorsque le mont Pinatubo est entré en éruption, à cause de la quantité de cendres dans l'air !

## Négation
Il y a trois mots pour indiquer la négation: hindî, walâ et huwág.
Hindî mayaman ang babae.

"Cette femme n'est pas riche."

## Structure de la phrase
L'ordre des mots en tagalog est en principe : verbe sujet objet (VSO)
Ou plus exactement : le prédicat en premier (qui se dit tuwirang ayos en tagalog) :
Kumantá ang batà (sur kantá = chanter) = "L'enfant a chanté"
Iinumín nilá ang serbesa (sur inum = boire) = "Ils vont boire la bière"
Magagandá ang mga dalaga = "Les jeunes femmes sont belles"
Malakás ang ulán (sur lakás = rapide, fort) "La pluie est forte".
L'ordre des mots peut être inversé (ce qui se dit en tagalog kabaligtarang ayos) en utilisant le marqueur d'inversion ay (y après une voyelle). Il ne s'agit toutefois pas de la copule "être". Une légère pause dans le discours, ou une virgule en écriture, peut remplacer le marqueur d'inversion. Cette construction est souvent considérée par les locuteurs comme formelle ou littéraire. Voici quelques exemples de forme inversée des phrases ci-dessus :
Ang batà ay kumantá > Ang batà, kumantá
Ang serbesa'y iinumín nilá > Ang serbesa, iinumín nilá
Ang mga dalaga'y magagandá > Ang mga dalaga, magagandá
Ang ulán ay malakás > Ang ulán, malakás.
Magagandá ang mga dalaga.

"Les jeunes femmes sont belles."